# Pseudagapostemon ochromerus
Pseudagapostemon ochromerus är en biart som först beskrevs av Joseph Vachal 1904.  Pseudagapostemon ochromerus ingår i släktet Pseudagapostemon och familjen vägbin. Inga underarter finns listade i Catalogue of Life.